# Focke-Wulf Fw 206
Il Focke-Wulf Fw 206 fu un progetto di aereo da trasporto bimotore ad ala bassa realizzato dall'azienda tedesca Focke-Wulf negli anni quaranta e mai avviato alla fase di sviluppo.
Le poche fonti a disposizione lo identificano con un aspetto simile a quella dello statunitense Douglas DC-3, derivato dal precedente Fw 58 e destinato alle rotte di medio raggio.